# Eukoenenia kenyana
Eukoenenia kenyana är en spindeldjursart som beskrevs av Bruno Condé 1979. Eukoenenia kenyana ingår i släktet Eukoenenia och familjen Eukoeneniidae. Inga underarter finns listade i Catalogue of Life.